# Еджент Саву
Еджент Саву (англ. Agent Sawu, нар. 24 жовтня 1971) — зімбабвійський футболіст, що грав на позиції нападника, зокрема за низку швейцарських клубних команд, а також за національну збірну Зімбабве.

## Клубна кар'єра
У дорослому футболі дебютував 1990 року виступами за команду «Зімбабве Сейнтс». Наступного року уперше спробував свої сили за кордоном, приєднавшись до кіпрського клубу АПОП. Однак, провівши лише декілька матчів за цю команду, 1993 року гравець повернувся до рідного «Зімбабве Сейнтс».
Вже 1994 року прийняв друге запрошення з-за кордону і став гравцем швейцарської команди «Крієнс». Уновій команді продемонстрував неабияку результативність (10 голів у 14 іграх) і зацікавив керівництво амбітніших швейцарських клубів. Того ж року перейшов до «Люцерна», де протягом наступних чотирьох сезонів був серед гравців основного складу.
Залишив «Люцерн» влітку 1998 року, утім ще протягом чотирьох років продовжував грати у Швейцарії — спочатку за «Янг Бойз», а згодом за «Базель» та «Віль».
Частину 2002 року відіграв за китайський «Чунцін Ліфань», після чого грав на батьківщині за «Дайнамоз». А завершував ігрову кар'єри у південноафриканському чемпіонаті, де протягом 2004–2008 років виступав за «Буш Бакс», «Дурбан Старс» та «Пітерсбург Пілларс».

## Виступи за збірну
1992 року дебютував в офіційних матчах у складі національної збірної Зімбабве.
У складі збірної був учасником Кубка африканських націй 2004 року в Тунісі. Загалом провів за неї 41 гру і забив 18 голів.